# Jüri Tarto
Jüri Tarto (* 20. September 1942 in Tallinn) ist ein estnischer Badmintonspieler und -trainer. 

## Karriere
Jüri Tarto wurde 1965 erstmals estnischer Meister im Herreneinzel und im Herrendoppel. Weitere Titel im Einzel folgten 1966, 1971 und 1973. Im Herrendoppel war er 1979 noch einmal erfolgreich. Nach seiner aktiven Laufbahn begann er eine Trainerkarriere.

## Sportliche Erfolge
| Saison | Veranstaltung                  | Disziplin    | Platz | Name                           |
| ------ | ------------------------------ | ------------ | ----- | ------------------------------ |
| 1965   | Estland: Einzelmeisterschaften | Herreneinzel | 1     | Jüri Tarto                     |
| 1965   | Estland: Einzelmeisterschaften | Herrendoppel | 1     | Jüri Tarto / Raivo Kristianson |
| 1965   | Estland: Einzelmeisterschaften | Mixed        | 3     | Jüri Tarto / Malle Mõistlik    |
| 1966   | Estland: Einzelmeisterschaften | Herreneinzel | 1     | Jüri Tarto                     |
| 1971   | Estland: Einzelmeisterschaften | Herreneinzel | 1     | Jüri Tarto                     |
| 1973   | Estland: Einzelmeisterschaften | Herreneinzel | 1     | Jüri Tarto                     |
| 1979   | Estland: Einzelmeisterschaften | Herrendoppel | 1     | Jüri Tarto / Peeter Ärmpalu    |